# F.C. Halifax Town
Football Club Halifax Town – klub piłkarski z Halifaksu, występujący w National League – 5. poziomie rozgrywkowym w Anglii. Powstał w 2008 roku, po rozwiązaniu z powodu problemów finansowych innego klubu z tego miasta Halifax Town Association Football Club.

## Halifax Town A.F.C.
Oryginalny klub powstał 24 maja 1911 roku. 10 lat później był jednym z 22 zespołów, które przystąpiły do nowo utworzonej Division Three South; występował w niej do 1958 roku, kiedy to w ramach reorganizacji rozgrywek powstał 4. zawodowy poziom ligowy – Division Four, do której klub spadł w 1963. Sześć lat później zespół uzyskał awans do 3. ligi. W 1976 Halifax Town ponownie spadł do 4. ligi. W latach 1993–1998 oraz 2002–2008 klub występował w National Conference.
W 2008 roku z powodu problemów finansowych klub został rozwiązany.

## F.C. Halifax Town
Po upadku oryginalnego klubu utworzono Football Club Halifax Town, którego zarząd wystąpił do The Football Association o zgodę na przystąpienie do rozgrywek w Football Conference; została jednak odrzucona. Ostatecznie zespół wstąpił do Unibond Division One North – 8. poziomu ligowego. Sezon 2008/2009 zakończył na 1. miejscu i awansował do Northern Premier League Premier Division. W 2011 roku wygrywając te rozgrywki drużyna ponownie uzyskała awans. W sezonie 2014/2015 zespół występuje w Conference Premier, piątym poziomie rozgrywek w Anglii.